# Marching in One Line
Marching In One Line – jedyny album na żywo Elvisa Presleya, składający się z utworów nagranych w Lake Tahoe 1 maja 1976 (Midnight show). Wydany w 2001 roku.  

## Lista utworów
1. "2001 Theme"
2. "When The Saints Go Marching In"
3. "See See Rider"
4. "I Got A Woman - Amen - Early Morning Rain - Fever"
5. "Elvis talks - Delilah"
6. "Love Me"
7. "If You Love Me"
8. "You Gave Me A Mountain"
9. "All Shook Up"
10. "Teddy Bear - Don't Be Cruel"
11. "Fever"
12. "Rip It Up (one line) - My Way"
13. "Burning Love"
14. "Band Introductions"
15. "What'd I Say"
16. "Drum Solo (Ronnie Tutt)"
17. "Bass Solo (Jerry Scheff)"
18. "Piano Solo (Tony Brown)"
19. "Lady Madonna"
20. "Love Letters"
21. "Band Introductions"
22. "School Day"
23. "Hurt #1"
24. "Hurt #2" - reprise
25. "Elvis Talks"
26. "How Great Thou Art"
27. "Mystery Train - Tiger Man"
28. "Can't Help Falling In Love"